# Лос-Невадос
Национальный природный парк «Лос-Невадос» (исп. Parque nacional natural Los Nevados) расположен в Колумбии на границе четырёх департаментов: Толима, Кальдас, Киндио и Рисаральда в регионе Центральная Кордильера. Лос-Невадос занимает третье место по посещаемости из 55 национальных парков страны (50 045 посетителей в 2009 году).

## География
Площадь парка составляет 583 км², перепад высот от 2600 до 5321 метра над уровнем моря (Невадо-дель-Руис — самый высокий действующий вулкан Андийского вулканического пояса). Другие известные вулканы на территории парка: Невадо-дель-Толима (5200 м.), Санта-Исабель (4965 м.), Невадо-дель-Киндио (4760 м.), Парамо-де-Санта-Роса, Серро-Браво (4000 м.), Серро-Мачин (2750 м.), Невадо-эль-Сисне (4636 м.). Крупнейшее озеро парка — Санта-Исабель, площадью 1,5 км² и глубиной до 70 метров.

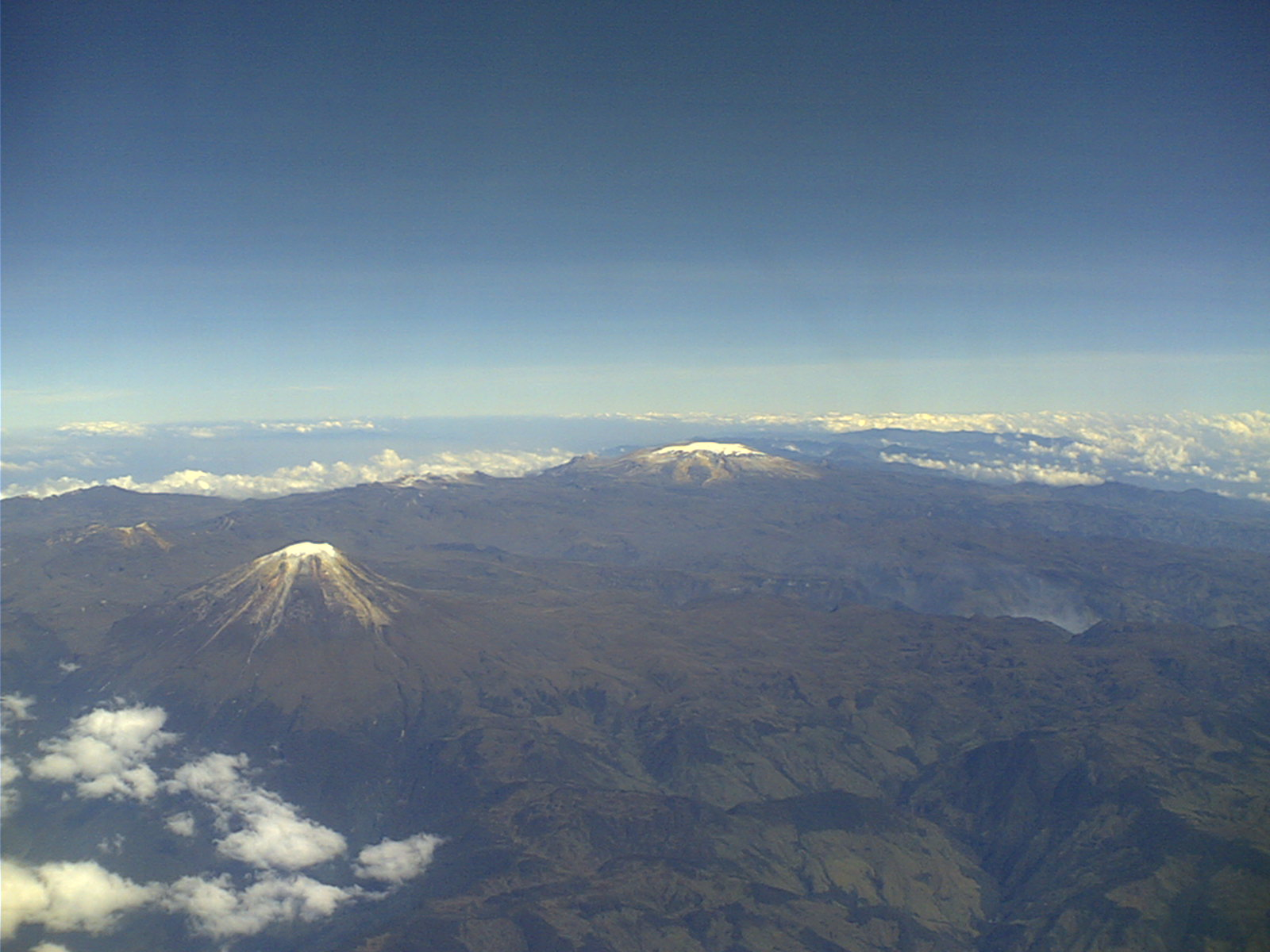
Вид с самолёта
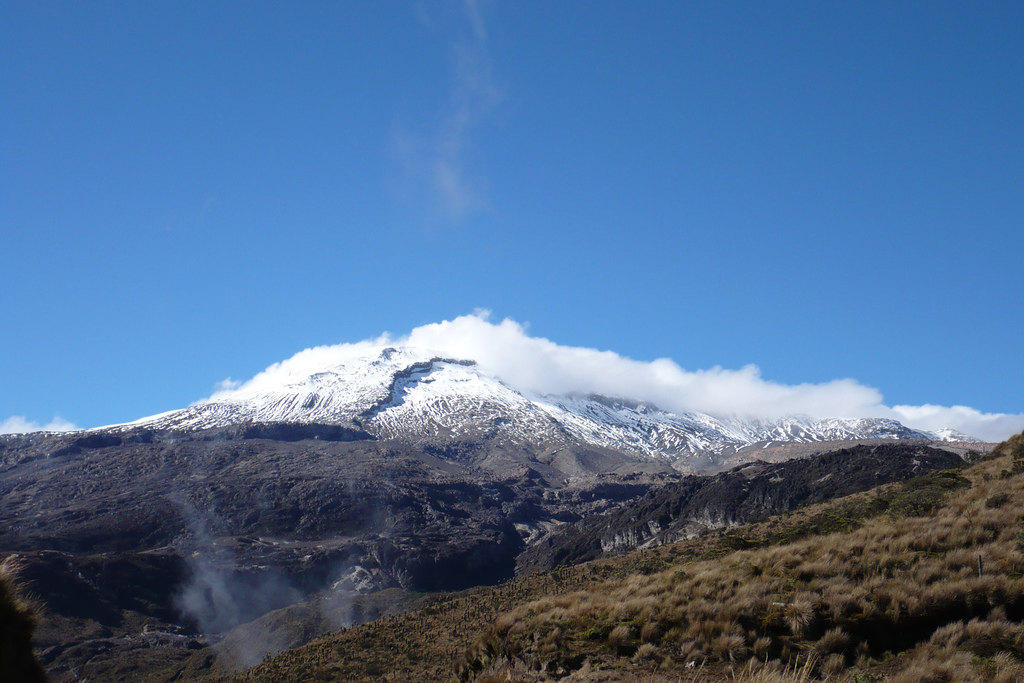
Невадо-дель-Руис — самый высокий действующий вулкан Андийского вулканического пояса[англ.]
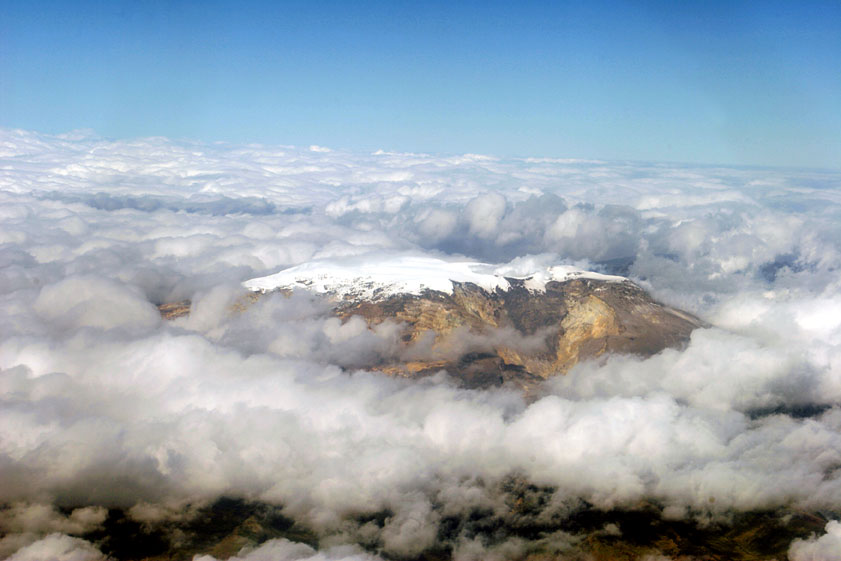
Вулкан Санта-Исабель[исп.]
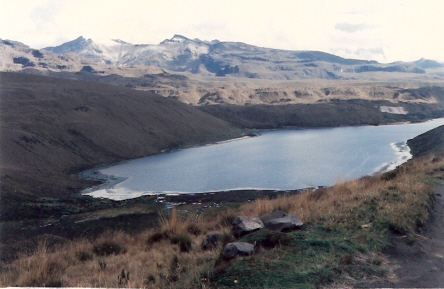
Озеро Санта-Исабель

## Описание
Парк был создан в 1973 году. На территории обнаружены 1250 видов сосудистых растений, 200 видов мхов, 300 видов лишайников, 180 видов грибов. На наиболее низких участках парка среди деревьев преобладает киндиойская восковая пальма, высота которой достигает здесь 30 метров. Множество птиц: синешапочный момот, желтоухий попугай, карликовый андский амазон, краснолобый толстоклювый попугай, андский кондор, бурогрудая питтовидная муравьеловка, американская савка, шлемоносный колибри. Наиболее примечательные млекопитающие: горный тапир, очковый медведь, северный пуду, онцилла, пума, белоухий опоссум, 20 видов летучих мышей.
Температура воздуха в парке колеблется от -3°С до 14°С. Наибольшее количество осадков выпадает в апреле—мае, наименьшее — в январе—феврале и в июле—августе.

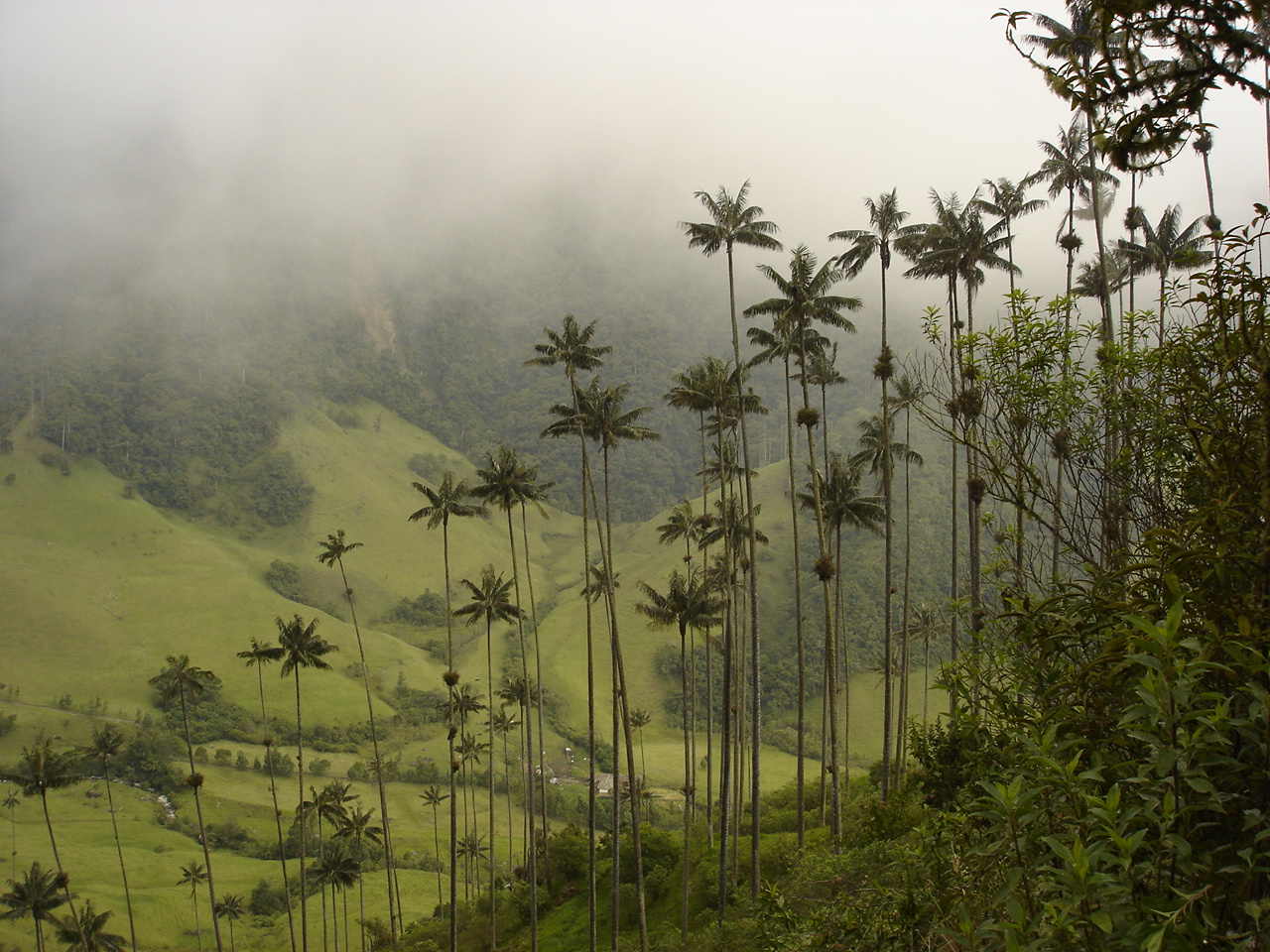
Киндиойская восковая пальма
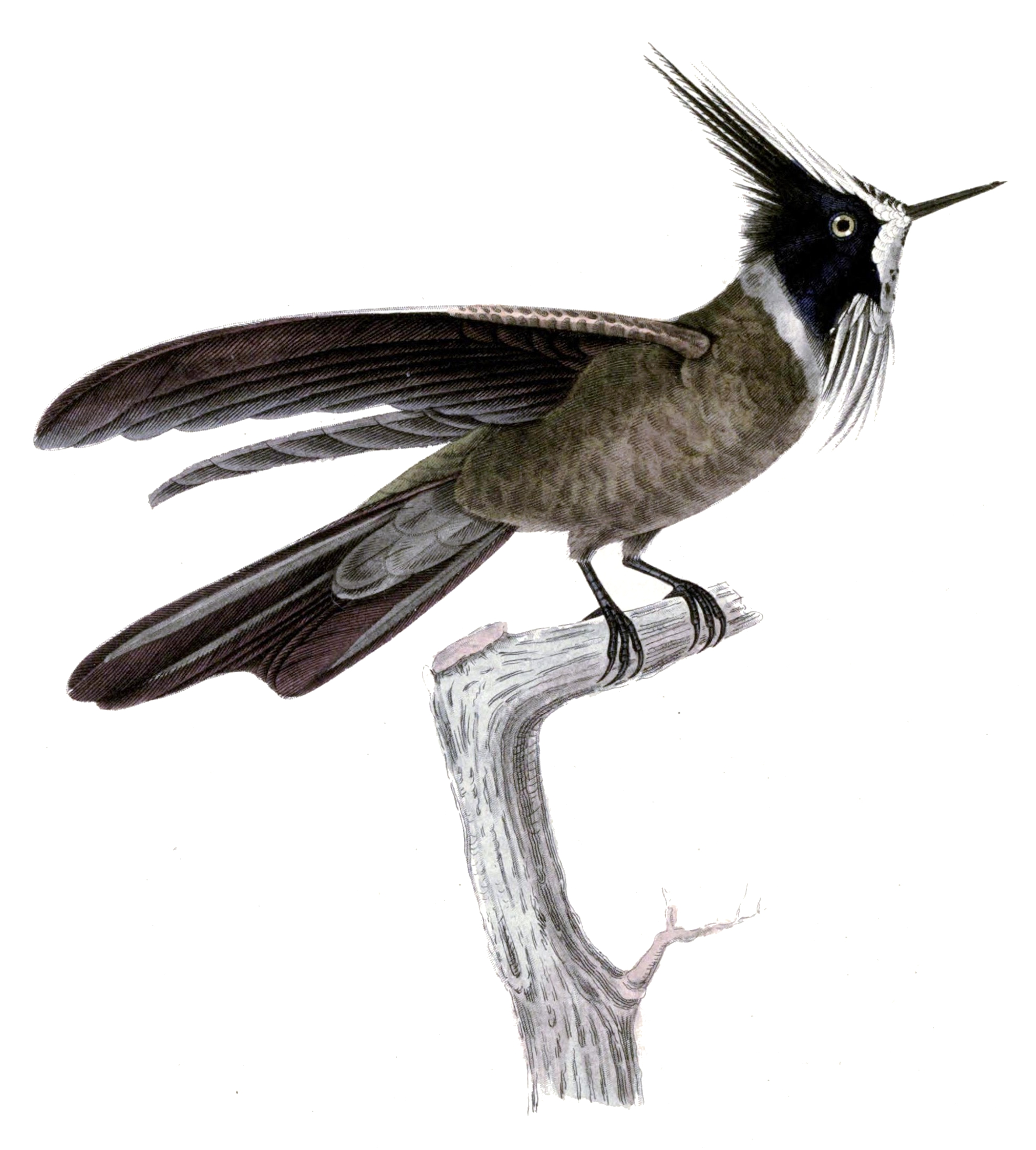
Шлемоносный колибри[англ.] — обитает лишь в нескольких районах Колумбии и Венесуэлы
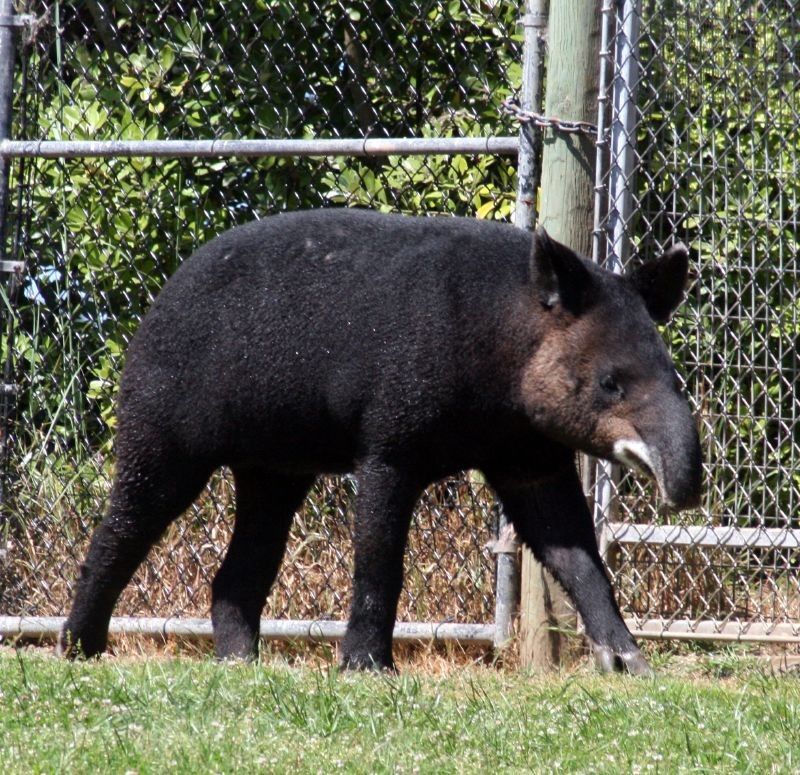
Горный тапир
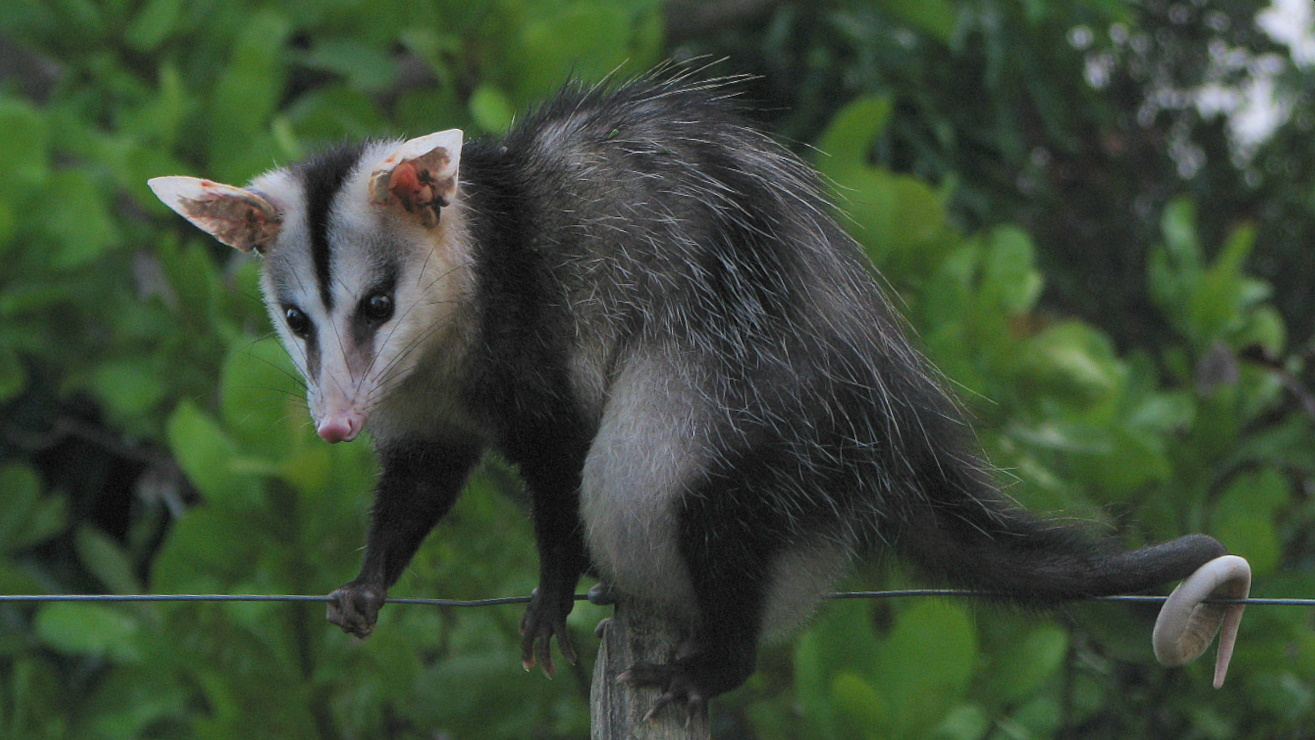
Белоухий опоссум[англ.]